# Norris (Tennessee)
Norris es una ciudad ubicada en el condado de Anderson en el estado estadounidense de Tennessee. En el Censo de 2010 tenía una población de 1.491 habitantes y una densidad poblacional de 80,1 personas por km².

## Geografía
Norris se encuentra ubicada en las coordenadas 36°12′29″N 84°3′45″O / 36.20806, -84.06250. Según la Oficina del Censo de los Estados Unidos, Norris tiene una superficie total de 18.61 km², de la cual 18.61 km² corresponden a tierra firme y (0%) 0 km² es agua.

## Demografía
Según el censo de 2010, había 1.491 personas residiendo en Norris. La densidad de población era de 80,1 hab./km². De los 1.491 habitantes, Norris estaba compuesto por el 0.1% blancos, el 0.2% eran afroamericanos, el 0.34% eran amerindios, el 0.4% eran asiáticos, el 0% eran isleños del Pacífico, el 0.07% eran de otras razas y el 1.27% pertenecían a dos o más razas. Del total de la población el 0.4% eran hispanos o latinos de cualquier raza.